# Siiri Rantanen
Siiri Johanna Rantanen (Tohmajärvi, 14 dicembre 1924 – Lahti, 5 maggio 2023) è stata una fondista finlandese.

## Biografia
Vinse tre medaglie olimpiche nello sci di fondo. In particolare conquistò una medaglia d'oro alle Olimpiadi invernali di Cortina d'Ampezzo 1956 nella gara di staffetta femminile, una medaglia di bronzo alle Olimpiadi invernali di Oslo 1952 nella gara di 10 km e un'altra medaglia di bronzo alle Olimpiadi invernali di Squaw Valley 1960 nella staffetta 3×5 km.
Nelle sue partecipazioni ai campionati mondiali di sci nordico ottenne tre medaglie d'argento (due nel 1954 e una nel 1958) e due di bronzo (1958 e 1962) in diverse specialità.
Siiri Rantanen è morta nel 2023, quasi centenaria.